# Anapriona unidentata
Anapriona unidentata là một loài bọ cánh cứng trong họ Cerambycidae.